# Tàu Kn215
Tàu KN-215

## Vũ khí
Về vũ trang, tàu được trang bị súng máy phòng không 14,5 mm.
Súng máy 14.5mm (Súng máy 14.5mm MTPU): súng được thiết kế để lắp đặt trên tàu chiến, tầm bắn đến 2000m và độ cao đến 1500m. Để bắn mục tiêu trên không, trên mặt biển và mặt đất, có thể dùng các loại đạn xuyên phá B-32, đạn vạch đường BZT và đạn phá MDZ với tốc độ bắn ít nhất 450 viên/phút và cơ số đạn 1500 viên. Tàu được trang bị 2 khẩu 14.5mm, với trọng lượng của hệ thống súng và giá súng tổng cộng khoảng 400 kg, hệ thống súng máy dài 2.8m, rộng 0.865m, cao 1.5-1.8m với góc bắn mục tiêu trên cao từ - 15 độ đến + 60 độ.

## Chỉ Huy Tàu hiện nay
- Thuyền Trưởng:Đại úy
- Chính trị Viên:Đại úy
- Phó Thuyền Trưởng:
- Phó Thuyền Trưởng:
- Máy trưởng:

## Thủy Thủ Tàu hiện nay
- Nhân viên máy: Trung Sỹ Nguyễn Duy Tài